# Caomiaoji
Caomiaoji (kinesiska: 草庙集, 草庙集乡) är en socken i Kina. Den ligger i provinsen Henan, i den centrala delen av landet, omkring 350 kilometer sydost om provinshuvudstaden Zhengzhou. Antalet invånare är 21 502. Befolkningen består av 10 681 kvinnor och 10 821 män. Barn under 15 år utgör 31 %, vuxna 15-64 år 57 %, och äldre över 65 år 11,0 %.
Genomsnittlig årsnederbörd är 1 204 millimeter. Den regnigaste månaden är augusti, med i genomsnitt 201 mm nederbörd, och den torraste är januari, med 26 mm nederbörd.